# Llista de topònims de Vallmoll
Llista de topònims (noms propis de lloc) del municipi de Vallmoll, a l'Alt Camp
Informació actualitzada per un bot. Els canvis manuals es perdran quan s'actualitzi!

## casa
| imatge | Nom                                  | Ubicat a | instància de | Detalls                             | coordenades                                                                            | Protecció                                  | Commons (més fotos)                             | Dades a WD                    |
| ------ | ------------------------------------ | -------- | ------------ | ----------------------------------- | -------------------------------------------------------------------------------------- | ------------------------------------------ | ----------------------------------------------- | ----------------------------- |
|        | Can Ballester                        | Vallmoll | casa         | Estil: arquitectura popular         | 41° 14′ 37″ N, 1° 14′ 57″ E / 41.2436°N,1.24904°E                                      | bé cultural d'interès local                | Can Ballester (Vallmoll)                        | Modifica les dades a Wikidata |
|        | Casa Vallvé                          | Vallmoll | casa         | Estil: Renaixement                  | 41° 14′ 37″ N, 1° 14′ 56″ E / 41.2436°N,1.24878°E                                      | bé integrant del patrimoni cultural català | Casa Vallvé (Vallmoll)                          | Modifica les dades a Wikidata |
|        | Villa Aymerich                       | Vallmoll | casa         | Estil: arquitectura modernista 1918 | 41° 14′ 48″ N, 1° 14′ 57″ E / 41.24674°N,1.249293°E ca:Ctra. Tarragona-Lleida 161 msnm | bé cultural d'interès local                | Villa Aymerich                                  | Modifica les dades a Wikidata |
|        | Villa Remedio                        | Vallmoll | casa         | Estil: arquitectura modernista      | 41° 14′ 53″ N, 1° 15′ 00″ E / 41.248074°N,1.249904°E ca:Camí de Vallmoll a Puigpelat   | bé cultural d'interès local                | Villa Remedio (Vallmoll)                        | Modifica les dades a Wikidata |
|        | habitatge a l'avinguda Catalunya, 19 | Vallmoll | casa         | Estil: arquitectura popular         | 41° 14′ 39″ N, 1° 14′ 57″ E / 41.244108°N,1.249305°E                                   | bé cultural d'interès local                | Habitatge a l'avinguda Catalunya, 19 (Vallmoll) | Modifica les dades a Wikidata |
|        | habitatge a l'avinguda Catalunya, 31 | Vallmoll | casa         | Estil: arquitectura eclèctica       | 41° 14′ 37″ N, 1° 14′ 58″ E / 41.243744°N,1.249362°E                                   | bé cultural d'interès local                | Habitatge a l'avinguda Catalunya, 31 (Vallmoll) | Modifica les dades a Wikidata |

## creu de terme
| imatge | Nom                                 | Ubicat a | instància de  | Detalls                                            | coordenades                                                                      | Protecció                                  | Commons (més fotos)               | Dades a WD                    |
| ------ | ----------------------------------- | -------- | ------------- | -------------------------------------------------- | -------------------------------------------------------------------------------- | ------------------------------------------ | --------------------------------- | ----------------------------- |
|        | creu de terme del Portal de la Creu | Vallmoll | creu de terme | Estil: historicisme arquitectònic Estat: bon estat | 41° 14′ 31″ N, 1° 14′ 53″ E / 41.24191°N,1.247922°E ca:Portal de la Creu         | bé integrant del patrimoni cultural català | Creu de terme de Vallmoll         | Modifica les dades a Wikidata |
|        | creu de terme del camí de la Creu   | Vallmoll | creu de terme | Estil: arquitectura popular                        | 41° 14′ 06″ N, 1° 15′ 15″ E / 41.234901°N,1.254245°E ca:Camí de la Creu 176 msnm | bé integrant del patrimoni cultural català | Creu de terme del camí de la Creu | Modifica les dades a Wikidata |

## curs d'aigua
| imatge | Nom                 | Ubicat a                             | instància de | Detalls                                               | coordenades                                                                                               | Protecció | Commons (més fotos) | Dades a WD                    |
| ------ | ------------------- | ------------------------------------ | ------------ | ----------------------------------------------------- | --- | --------- | ------------------- | ----------------------------- |
|        | Francolí            | Conca de Barberà Alt Camp Tarragonès | curs d'aigua | Desemboca: mar Mediterrània Llarg: 60km Conca: 838km² | 41° 23′ 56″ N, 1° 03′ 08″ E / 41.398944°N,1.052333°E 41° 06′ 24″ N, 1° 13′ 39″ E / 41.106639°N,1.227446°E |           | Francolí River      | Modifica les dades a Wikidata |
|        | torrent de Vallmoll | Vallmoll                             | curs d'aigua | Desemboca: Francolí                                   | 41° 13′ 38″ N, 1° 13′ 50″ E / 41.227222222222°N,1.2305555555556°E                                         |           |                     | Modifica les dades a Wikidata |

## entitat singular de població
| imatge | Nom                           | Ubicat a | instància de                                   | Detalls  | coordenades                                                                  | Protecció | Commons (més fotos) | Dades a WD                    |
| ------ | ----------------------------- | -------- | ---------------------------------------------- | -------- | ---------------------------------------------------------------------------- | --------- | ------------------- | ----------------------------- |
|        | Garràfols                     | Vallmoll | entitat singular de població                   | 39 hab   | 41° 13′ 41″ N, 1° 14′ 54″ E / 41.2281420124688°N,1.24821111717096°E 190 msnm |           |                     | Modifica les dades a Wikidata |
|        | Urbanització Vallmoll Paradís | Vallmoll | entitat singular de població                   | 622 hab  | 41° 15′ 12″ N, 1° 15′ 01″ E / 41.25333333°N,1.25027778°E 183 msnm            |           |                     | Modifica les dades a Wikidata |
|        | Vallmoll                      | Vallmoll | entitat singular de població capital municipal | 1276 hab | 41° 14′ 35″ N, 1° 14′ 56″ E / 41.24311°N,1.249°E 180 msnm                    |           |                     | Modifica les dades a Wikidata |

## església
| imatge | Nom                               | Ubicat a | instància de     | Detalls                                 | coordenades                                                                       | Protecció                   | Commons (més fotos)               | Dades a WD                    |
| ------ | --------------------------------- | -------- | ---------------- | --------------------------------------- | --------------------------------------------------------------------------------- | --------------------------- | --------------------------------- | ----------------------------- |
|        | Mare de Déu del Roser de Vallmoll | Vallmoll | església capella | Estil: arquitectura gòtica 16th century | 41° 14′ 52″ N, 1° 14′ 59″ E / 41.247854°N,1.249692°E ca:Camí a Puigpelat 159 msnm | bé cultural d'interès local | Mare de Déu del Roser de Vallmoll | Modifica les dades a Wikidata |
|        | Santa Maria de Vallmoll           | Vallmoll | església         | Estil: arquitectura barroca             | 41° 14′ 32″ N, 1° 14′ 57″ E / 41.242147°N,1.24916°E ca:Plaça de l'Església        | bé cultural d'interès local | Santa Maria de Vallmoll           | Modifica les dades a Wikidata |

## font
| imatge | Nom                 | Ubicat a | instància de | Detalls | coordenades                                                         | Protecció | Commons (més fotos) | Dades a WD                    |
| ------ | ------------------- | -------- | ------------ | ------- | ------------------------------------------------------------------- | --------- | ------------------- | ----------------------------- |
|        | font de Lluny       | Vallmoll | font         |         | 41° 14′ 38″ N, 1° 15′ 07″ E / 41.2438977642578°N,1.25189549622668°E |           |                     | Modifica les dades a Wikidata |
|        | font de la Castanya | Vallmoll | font         |         | 41° 14′ 05″ N, 1° 14′ 45″ E / 41.2347822994023°N,1.24596954594839°E |           |                     | Modifica les dades a Wikidata |
|        | font de la Munda    | Vallmoll | font         |         | 41° 14′ 04″ N, 1° 14′ 43″ E / 41.2343658654377°N,1.24524089621536°E |           |                     | Modifica les dades a Wikidata |
|        | font de la Rasa     | Vallmoll | font         |         | 41° 14′ 56″ N, 1° 15′ 21″ E / 41.2487762506328°N,1.25582321008428°E |           |                     | Modifica les dades a Wikidata |

## granja
| imatge | Nom                | Ubicat a | instància de | Detalls | coordenades                                                         | Protecció | Commons (més fotos) | Dades a WD                    |
| ------ | ------------------ | -------- | ------------ | ------- | ------------------------------------------------------------------- | --------- | ------------------- | ----------------------------- |
|        | Granges de Cosidor | Vallmoll | granja       |         | 41° 15′ 34″ N, 1° 15′ 33″ E / 41.2593364508258°N,1.25903962409011°E |           |                     | Modifica les dades a Wikidata |
|        | Granja de Boronat  | Vallmoll | granja       |         | 41° 14′ 11″ N, 1° 14′ 11″ E / 41.2362850834582°N,1.23644313463856°E |           |                     | Modifica les dades a Wikidata |

## masia
| imatge | Nom                               | Ubicat a | instància de | Detalls | coordenades                                                         | Protecció                   | Commons (més fotos) | Dades a WD                    |
| ------ | --------------------------------- | -------- | ------------ | ------- | ------------------------------------------------------------------- | --------------------------- | ------------------- | ----------------------------- |
|        | Mas Julià                         | Vallmoll | masia        |         | 41° 13′ 31″ N, 1° 15′ 33″ E / 41.2252009106994°N,1.25918204844213°E |                             |                     | Modifica les dades a Wikidata |
|        | Mas Marsol                        | Vallmoll | masia        |         | 41° 14′ 31″ N, 1° 13′ 57″ E / 41.2419°N,1.23245°E                   | bé cultural d'interès local |                     | Modifica les dades a Wikidata |
|        | Mas de Boronat                    | Vallmoll | masia        |         | 41° 15′ 02″ N, 1° 15′ 14″ E / 41.2505568655443°N,1.25385430909764°E |                             |                     | Modifica les dades a Wikidata |
|        | Mas de Cosidor                    | Vallmoll | masia        |         | 41° 15′ 18″ N, 1° 15′ 33″ E / 41.2548972810931°N,1.25913365793925°E |                             |                     | Modifica les dades a Wikidata |
|        | Mas de Falet                      | Vallmoll | masia        |         | 41° 14′ 53″ N, 1° 15′ 02″ E / 41.2480218632722°N,1.25062789854238°E |                             |                     | Modifica les dades a Wikidata |
|        | Mas del Bover                     | Vallmoll | masia        |         | 41° 15′ 25″ N, 1° 15′ 41″ E / 41.2570764026101°N,1.26147495121873°E |                             |                     | Modifica les dades a Wikidata |
|        | Masia de Borrell                  | Vallmoll | masia        |         | 41° 15′ 53″ N, 1° 16′ 04″ E / 41.2646545386912°N,1.26764856128841°E |                             |                     | Modifica les dades a Wikidata |
|        | Masia de Cabrer                   | Vallmoll | masia        |         | 41° 15′ 48″ N, 1° 15′ 59″ E / 41.2632775538831°N,1.26652704503108°E |                             |                     | Modifica les dades a Wikidata |
|        | Masia de Llorenç                  | Vallmoll | masia        |         | 41° 15′ 37″ N, 1° 16′ 01″ E / 41.260275458562°N,1.2668110686241°E   |                             |                     | Modifica les dades a Wikidata |
|        | Masia de Molet                    | Vallmoll | masia        |         | 41° 15′ 38″ N, 1° 15′ 53″ E / 41.2606402330324°N,1.26485402905664°E |                             |                     | Modifica les dades a Wikidata |
|        | Masia de Pau Miquel               | Vallmoll | masia        |         | 41° 15′ 36″ N, 1° 15′ 11″ E / 41.2601001371777°N,1.25296742556797°E |                             |                     | Modifica les dades a Wikidata |
|        | Masia de Rafaelet                 | Vallmoll | masia        |         | 41° 15′ 43″ N, 1° 15′ 07″ E / 41.2618507184563°N,1.25198967081877°E |                             |                     | Modifica les dades a Wikidata |
|        | Masia de Riu                      | Vallmoll | masia        |         | 41° 15′ 57″ N, 1° 16′ 07″ E / 41.2657848232408°N,1.26853788665708°E |                             |                     | Modifica les dades a Wikidata |
|        | Masia de Soler                    | Vallmoll | masia        |         | 41° 13′ 51″ N, 1° 14′ 58″ E / 41.2308612544069°N,1.24933164875211°E |                             |                     | Modifica les dades a Wikidata |
|        | Masia de la Bomba                 | Vallmoll | masia        |         | 41° 16′ 33″ N, 1° 15′ 57″ E / 41.2756963448579°N,1.26578054799773°E |                             |                     | Modifica les dades a Wikidata |
|        | Masia de la Brícia                | Vallmoll | masia        |         | 41° 15′ 29″ N, 1° 16′ 01″ E / 41.25799444°N,1.26699389°E            |                             |                     | Modifica les dades a Wikidata |
|        | Masia de la Quima                 | Vallmoll | masia        |         | 41° 14′ 40″ N, 1° 15′ 38″ E / 41.2444240411539°N,1.26047384186252°E |                             |                     | Modifica les dades a Wikidata |
|        | Masia de la Romegorosa de Llorenç | Vallmoll | masia        |         | 41° 14′ 47″ N, 1° 16′ 15″ E / 41.2463710800408°N,1.27073335295683°E |                             |                     | Modifica les dades a Wikidata |
|        | Masia del Fenoll                  | Vallmoll | masia        |         | 41° 16′ 01″ N, 1° 16′ 01″ E / 41.2670405395118°N,1.26698858013215°E |                             |                     | Modifica les dades a Wikidata |
|        | Masia del Ferrer                  | Vallmoll | masia        |         | 41° 15′ 34″ N, 1° 15′ 59″ E / 41.2595102343745°N,1.26637602202998°E |                             |                     | Modifica les dades a Wikidata |
|        | Masia del Plana                   | Vallmoll | masia        |         | 41° 15′ 29″ N, 1° 15′ 13″ E / 41.25815°N,1.253725°E                 |                             |                     | Modifica les dades a Wikidata |
|        | Masia del Tit                     | Vallmoll | masia        |         | 41° 14′ 27″ N, 1° 15′ 12″ E / 41.2407402958061°N,1.25335197626436°E |                             |                     | Modifica les dades a Wikidata |
|        | les Planes                        | Vallmoll | masia        |         | 41° 14′ 31″ N, 1° 14′ 16″ E / 41.2418431174945°N,1.23765408261302°E |                             |                     | Modifica les dades a Wikidata |

## nucli d'entitat singular de població
| imatge | Nom        | Ubicat a                               | instància de                         | Detalls | coordenades                                                        | Protecció | Commons (més fotos) | Dades a WD                    |
| ------ | ---------- | -------------------------------------- | ------------------------------------ | ------- | ------------------------------------------------------------------ | --------- | ------------------- | ----------------------------- |
|        | Calders    | Urbanització Vallmoll Paradís Vallmoll | nucli d'entitat singular de població | 159 hab | 41° 16′ 12″ N, 1° 16′ 08″ E / 41.26987638°N,1.268891617°E 214 msnm |           |                     | Modifica les dades a Wikidata |
|        | els Pinars | Urbanització Vallmoll Paradís Vallmoll | nucli d'entitat singular de població | 28 hab  | 41° 14′ 55″ N, 1° 16′ 00″ E / 41.24867458°N,1.26672905°E 225 msnm  |           |                     | Modifica les dades a Wikidata |
|        | les Planes | Urbanització Vallmoll Paradís Vallmoll | nucli d'entitat singular de població | 103 hab | 41° 14′ 28″ N, 1° 14′ 11″ E / 41.24105114°N,1.23626152°E 182 msnm  |           |                     | Modifica les dades a Wikidata |

## nucli de població
| imatge | Nom              | Ubicat a                               | instància de                                           | Detalls | coordenades                                                                  | Protecció | Commons (més fotos) | Dades a WD                    |
| ------ | ---------------- | -------------------------------------- | ------------------------------------------------------ | ------- | ---------------------------------------------------------------------------- | --------- | ------------------- | ----------------------------- |
|        | Bogatell         | Vallmoll Urbanització Vallmoll Paradís | nucli de població nucli d'entitat singular de població | 83 hab  | 41° 13′ 37″ N, 1° 15′ 18″ E / 41.2269849212773°N,1.25505442550254°E 160 msnm |           |                     | Modifica les dades a Wikidata |
|        | Calders-Escaldes | Vallmoll Urbanització Vallmoll Paradís | nucli de població nucli d'entitat singular de població | 18 hab  | 41° 16′ 16″ N, 1° 16′ 03″ E / 41.2712259766761°N,1.26739123373071°E 220 msnm |           |                     | Modifica les dades a Wikidata |

## passatge
| imatge | Nom                   | Ubicat a | instància de | Detalls                    | coordenades                                                                                 | Protecció                   | Commons (més fotos)   | Dades a WD                    |
| ------ | --------------------- | -------- | ------------ | -------------------------- | ------------------------------------------------------------------------------------------- | --------------------------- | --------------------- | ----------------------------- |
|        | Volta de Sant Llorenç | Vallmoll | passatge     | Estil: arquitectura gòtica | 41° 14′ 34″ N, 1° 14′ 55″ E / 41.242791°N,1.248576°E ca:Carrer Major, 9                     | bé cultural d'interès local | Volta de Sant Llorenç | Modifica les dades a Wikidata |
|        | Volta del Roser       | Vallmoll | passatge     |                            | 41° 14′ 32″ N, 1° 14′ 54″ E / 41.24224°N,1.248349°E ca:Carrer del Roser / Carrer de l'Àngel | bé cultural d'interès local | Volta del Roser       | Modifica les dades a Wikidata |
|        | Voltes de Vallmoll    | Vallmoll | passatge     |                            | 41° 14′ 34″ N, 1° 14′ 55″ E / 41.242791°N,1.248576°E                                        | bé cultural d'interès local | Voltes de Vallmoll    | Modifica les dades a Wikidata |

## pont
| imatge | Nom                  | Ubicat a | instància de | Detalls | coordenades                                                                         | Protecció                   | Commons (més fotos) | Dades a WD                    |
| ------ | -------------------- | -------- | ------------ | ------- | ----------------------------------------------------------------------------------- | --------------------------- | ------------------- | ----------------------------- |
|        | Pont de l'Arquebisbe | Vallmoll | pont         |         | 41° 14′ 53″ N, 1° 15′ 31″ E / 41.2480355576098°N,1.25865945901997°E                 |                             |                     | Modifica les dades a Wikidata |
|        | Pont de la Rasa      | Vallmoll | pont         |         | 41° 14′ 51″ N, 1° 14′ 58″ E / 41.247549°N,1.24944°E ca:Camí de Vallmoll a Puigpelat | bé cultural d'interès local | Pont de la Rasa     | Modifica les dades a Wikidata |

## Misc
| imatge | Nom                            | Ubicat a | instància de              | Detalls                                               | coordenades | Protecció                                                                                        | Commons (més fotos)             | Dades a WD                    |
| ------ | ------------------------------ | -------- | ------------------------- | ----------------------------------------------------- | --- | ------------------------------------------------------------------------------------------------ | ------------------------------- | ----------------------------- |
|        | Ajuntament de Vallmoll         | Vallmoll | casa consistorial         |                                                       | 41° 14′ 33″ N, 1° 14′ 56″ E / 41.24258°N,1.248908°E                                                               | bé cultural d'interès local                                                                      | Ajuntament de Vallmoll          | Modifica les dades a Wikidata |
|        | Banc                           | Vallmoll | banc                      | Estil: arquitectura modernista 20th century           | 41° 14′ 53″ N, 1° 15′ 00″ E / 41.24805555555555°N,1.25°E ca:Jardí de Villa Remedio (camí de Vallmoll a Puigpelat) | bé cultural d'interès local                                                                      |                                 | Modifica les dades a Wikidata |
|        | Capella de Sant Magí           | Vallmoll | fornícula                 | Estil: arquitectura neoclàssica 1801 Estat: bon estat | 41° 14′ 45″ N, 1° 14′ 56″ E / 41.245791°N,1.248767°E ca:C. Sant Magí, 13                                          | bé cultural d'interès local                                                                      | Capella de Sant Magí - Vallmoll | Modifica les dades a Wikidata |
|        | Castell de Vallmoll            | Vallmoll | castell                   | 14th century                                          | 41° 14′ 37″ N, 1° 14′ 53″ E / 41.243742°N,1.248048°E ca:Carrer Major 182 msnm                                     | bé d'interès cultural element de la Llista Vermella del Patrimoni bé cultural d'interès nacional | Castell de Vallmoll             | Modifica les dades a Wikidata |
|        | Font de la Plaça               | Vallmoll | estructura arquitectònica |                                                       | 41° 14′ 33″ N, 1° 14′ 56″ E / 41.24244689941406°N,1.2490110397338867°E ca:Plaça Major                             |                                                                                                  |                                 | Modifica les dades a Wikidata |
|        | Muralla de Vallmoll            | Vallmoll | muralla urbana            |                                                       | 41° 14′ 38″ N, 1° 14′ 57″ E / 41.243959°N,1.24913°E                                                               | bé cultural d'interès local                                                                      | Muralla de Vallmoll             | Modifica les dades a Wikidata |
|        | Nucli antic de Vallmoll        | Vallmoll | centre històric           | Estil: arquitectura popular                           | 41° 14′ 36″ N, 1° 14′ 56″ E / 41.243282°N,1.248823°E                                                              | bé cultural d'interès local                                                                      | Nucli antic de Vallmoll         | Modifica les dades a Wikidata |
|        | Polígon industrial El Mas Vell | Vallmoll | polígon industrial        |                                                       | 41° 13′ 59″ N, 1° 15′ 39″ E / 41.233018508394°N,1.26091949440474°E                                                |                                                                                                  |                                 | Modifica les dades a Wikidata |